# 平川派
平川部队（越南语：／）是越南南圻一带的一个高度軍事化的犯罪集團，活跃于1945年到1976年之间。其根据地位于湄公河三角洲一带的西贡市茹𦨭县政兴村（làng Chánh Hưng）的平川邑，故而以之为名。

## 简介
平川派水盗最初于1920年代初，出现在西贡-堤岸南部边缘的沼泽和运河，是海盗团伙的松散联合，平川派的早期历史，是无数的拐骗、抢劫、追杀、和关押的循环。而在1920年代至1930年代中期，平川派所在的茹𦨭县有众多武装的法外之徒，由不同的头领率领。贫农家庭出身的平川派头领杨文洋（三洋）原本是一个武术教练，1936年，他在西贡的西宁-金边公交车站提供保护服务而开始犯罪活动生涯。到了1940年他已经成为南越黑社会的首脑人物。1943年加入印度支那共产党。1945年，杨文洋偷窃日本军队的武器来武装自己的团伙，以对抗回归的法国军队。他的组织是当地法军最为畏惧的一个。同年，茹𦨭的不同首领推举他为总指挥官，率领2000人的部队，并命名为“平川部队”。
1940年，印度支那共产党发动的南圻起义失败，该党在交趾支那的支部遭到逮捕、杀害而受到削弱 。
1945年9月，共产党支持的越盟在西贡发动政变，英国支持法国将其镇压，自此越盟退出西贡，将指挥权交给了平川派。1945年9月24日，杨文洋手下绰号“Bà Nho”的军官黎文魁（Lê Văn Khôi），在未经首领的命令下，在西贡郊区组织屠杀了150名法国人和欧亚混血种平民，其中包括儿童。
1946年，杨文洋被叛徒出卖而被法军击毙。他死后，平川部队分裂为三派，一派支持杨文洋的弟弟杨文河（绰号“五河”），一派支持黎文远（绰号“七远”），还有一派在争权中持中立态度。后来黎文远得势，将其势力扩张到了西贡街区。
在交趾支那，平川派的支持是至关紧要的。平川部队占据着芹蒢红树林地区打游击战。这片地区后来在越南战争中被南越军队和美军称为“红树林特别地带”，又称“暗杀森林”。在第一次印度支那战争中，法国殖民者盯上平川部队的资金力和动员力，默认他们的鸦片贩卖和赌博行为，并给他们提供武器对抗越盟。西贡红灯区的治安大部分是由平川派的人维持的。在越南国时期，国家元首保大帝让平川派管理自己的事物，甚至将警察执照出售给他们，作为对他们名义上支持该政权的回报。
1954年日内瓦协议签订后，法国势力于次年撤离印度支那。西贡决定举行一次关于君主制度存废的公民投票，支持君主制的保大帝与支持共和制首相吴廷琰发生冲突。吴廷琰在美国中央情报局的支持下决定从军事和经济方面铲除平川派。吴廷琰命令平川派投降并交出警察权力，否则就要毁灭他们。这遭到平川派的公然拒绝。1955年4月28日半夜，在法国对外情报和反间谍局的支持下，平川部队发动西贡之战，试图推翻吴廷琰政权，但被杨文明将军率领的越南国军挫败。越南国军进入芹蒢红树林扫荡平川部队的残余势力，一直追击到柬埔寨边境。黎文远流亡巴黎。堤岸市區的平川派势力也被杨文明清除。许多战败的平川派加入越南南方民族解放阵线。